# Wólka Rokicka (gromada)
Wólka Rokicka – dawna gromada, czyli najmniejsza jednostka podziału terytorialnego Polskiej Rzeczypospolitej Ludowej w latach 1954–1972.
Gromady, z gromadzkimi radami narodowymi (GRN) jako organami władzy najniższego stopnia na wsi, funkcjonowały od reformy reorganizującej administrację wiejską przeprowadzonej jesienią 1954 do momentu ich zniesienia z dniem 1 stycznia 1973, tym samym wypierając organizację gminną w latach 1954–1972.
Gromadę Wólka Rokicka z siedzibą GRN w Wólce Rokickiej utworzono – jako jedną z 8759 gromad na obszarze Polski – w powiecie lubartowskim w woj. lubelskim na mocy uchwały nr 11 WRN w Lublinie z dnia 5 października 1954. W skład jednostki weszły obszary dotychczasowych gromad Wólka Rokicka wieś, Wólka Rokicka kol., Baranówka i Rokitno ze zniesionej gminy Łucka w tymże powiecie. Dla gromady ustalono 12 członków gromadzkiej rady narodowej.
1 stycznia 1960 gromadę zniesiono, włączając jej obszar do gromady Łucka w tymże powiecie.